# Вандлицер-Зе
Вандлицер-Зе (Вандлицкое озеро, нем. Wandlitzer See) — озеро в Вандлицком озёрном крае, расположено на севере от границы города Берлин в коммуне Вандлиц в Бранденбурге.

## Озеро
Озеро образовалось после Вислинского оледенения. Расположено на высоте 48,6 метров над уровнем моря. Является самым большим озером в озёрном крае. Его площадь составляет 2,15 км², самая глубокая точка составляет 24 метра.
На полуострове на юге озера находится историческая деревня Вандлиц. Береговая линия озера была практически не затронута деятельностью человека. На значительной территории сохранились естественные флора (кувшинка, рдест) и фауна (лебедь).
Озеро пользуется популярностью у рыболовов из-за обитающей в нём рыбы сиг. Нет научного объяснения тому, как эта рыба попала в озеро. Существует легенда «Как сиг попал в Вандлицзе», в которой главным действующим лицом является дьявол. Фонтан перед пляжным рестораном, поставленный в 2000 году, иллюстрирует эту историю, которую можно прочитать в сокращенном виде на бронзовой доске, установленной на земле перед этим фонтаном.

## Использование береговой зоны озера
Озеро было продано частным лицам в 1830 году, перестав быть владением прусской аристократии. Прежние владельцы использовали озеро для ловли рыбы и сбора тростника. Рыболовство исстари было важным промыслом и для многих семей в деревне Вандлиц. На озере практиковались плавание, дайвинг, гребля и парусный спорт. С ростом экскурсионного движения из Берлина здесь появились моторные экскурсионные катера, что даже отмечено на открытке 1910 года. На северо-восточном берегу озера к началу XX века был основан новый район Вандлицзе. В 1923 году здесь был открыт курорт, на который приезжали отдыхать жители Берлина. В 1929 году на месте дикого пляжа в старой деревне был основан пляжный клуб.
После Второй мировой войны и образования ГДР курорт и озеро перешли в собственность государства. Договор об объединении ФРГ и ГДР предусматривал право собственности федерального правительства на озеро и прилегающую территорию. Затем Вандлицер-Зе, как и триста озёр в Бранденбурге, было снова продано частным лицам, которые эксплуатируют его до настоящего времени в соответствии с законом о водных ресурсах Бранденбурга.

### Статьи
- Blankennagel J. Vor einem Jahr hat ein Investor den Wandlitzsee erworben - jetzt präsentiert er seine Rechnung Wer einen Steg hat, soll Aktien kaufen (нем.) // Berliner Zeitung : Tageszeitung. — 2004.
- Der Verkauf des Wandlitzsees – die Fakten. Betreibung des Strandbades per Grundbucheintrag für alle Zeit gesichert (нем.) // Amtsblatt für die Gemeinde Wandlitz : Tageszeitung. — 2011. — Nr. 8. — S. 13.
- Blankennagel J. Besitzer des Wandlitzsees kassiert bei Anliegern, weil sie unerlaubt seinen Uferstreifen nutzen Teurer Seeblick (нем.) // Berliner Zeitung : Tageszeitung. — 2007.

### Книги
- Dobberkau St. Der Schatz vom Wandlitzsee :  [нем.]. — Berlin : Creativ-Druckerei Bernau, 2006.
- Blankenburg W., Papendieck Ch. Kleine Wandlitzer Geschichte :  [нем.]. — Berlin : Agrarmuseum Wandlitz, 1990.
- Thieme B., Friedrich M. und Uw. Wandlitz :  [нем.]. — Berlin : Bebra Verlag, 2000. — 46 p. — ISBN 3-930863-79-0.